# 土國寶
土國寶（？—1648年），山西大同縣人。明末清初軍事人物，曾任總兵。

## 生平
早年為太湖水盜，為洪承疇所招降，任總兵。降清後，以原官錄用，順治二年，隨豫親王多鐸平定江寧，擊殺福山副總魯之嶼。明代總漕田仰據守崇明，兵犯福山，遭國寶親自率中軍副將曹虎等擊敗。顺治四年（1647年）四月十六日，清提督吴胜兆据松江府抗清，事败被杀。土国宝下令搜捕参与人士，一日要俘殺百餘人，半月方止，“兜捕之後，凡能咀嚼者一人不留”。順治四年八月，以布政銜管江南按察司事。
順治五年（1648年），官至江寧巡撫。左營遊擊楊國海是土國寶的外甥，販賣私鹽及硝磺，每個月饋送國寶銀三百兩，故民間有「土埋金，謝土好」之歌謠。後因徇庇貪污等不法事，被勒令革職嚴訊。國寶聞訊，畏罪自殺。